# Flaga Curaçao
Flaga Curaçao została przyjęta 2 lipca 1984. 
Dwie białe gwiazdy symbolizują wyspy Curaçao i Klein Curaçao. Pięć ramion każdej z gwiazd jest symbolem pięciu kontynentów, z których przybyli mieszkańcy wysp.
Żółty pas symbolizujący słońce dzieli niebieskie pole na dwie części, symbolizujące niebo (górna) i morze (dolna).